# Taranabant
Le taranabant (nom de code MK-0364) est un agoniste inverse des récepteurs cannabinoïdes CB1 qui a été testé comme traitement potentiel de l'obésité du fait de ses propriétés anorexigènes,. Il est issu des laboratoires Merck & Co.
En octobre 2008, Merck a arrêté les essais cliniques de phase III à la suite d'effets secondaires importants notamment des dépressions et des syndromes anxieux,,,.